# Grande-maison de Lhommée
La Grande-maison de Lhommée (ou l'Houmée), bâti entre le XVe siècle et XVIIIe siècle, est situé 48-50, rue Chaudrier à La Rochelle, en France. L'immeuble a été inscrit au titre des monuments historiques en 1928.

## Historique
La première mention de la Grande-Maison de Lhoumée remonte à 1541 : sa galerie en façade, voûtée et sous arcades, daterait du début du XVIe siècle (y sont présentes les armes des familles de La Trémoille, de Coëtivy et d'Orléans-Angoulême). 
Au XVIIIe siècle, la façade est remaniée. Sur la fenêtre centrale supérieure, se trouvent les initiales C et B, se référant à la famille Cadoret de Beaupréau, qui l'acquiert le 28 août 1723.
Le bâtiment est inscrit au titre des monuments historiques par arrêté du 14 juin 1928.

## Architecture

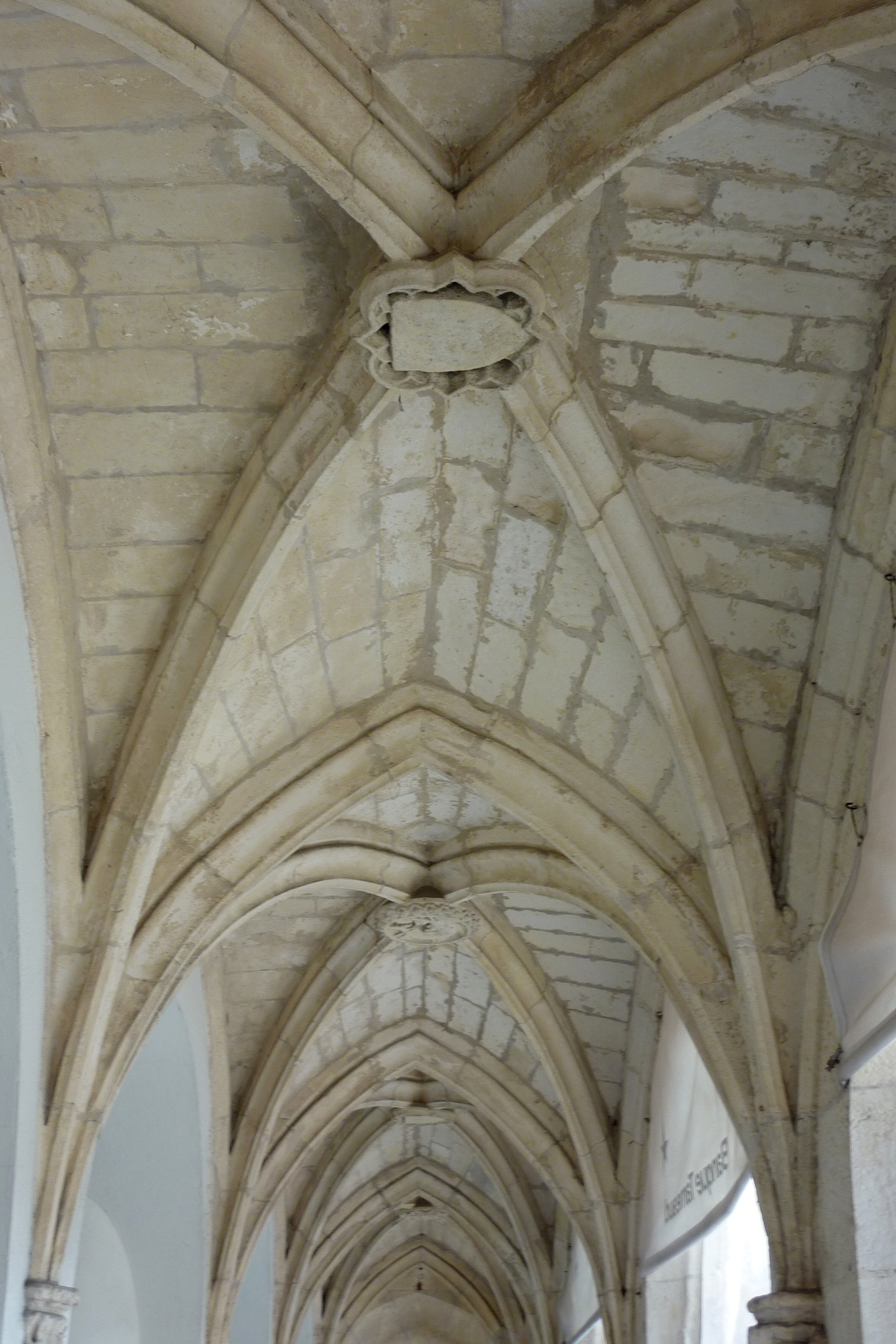